# Higashiyama Kōen (metropolitana di Nagoya)
Higashiyama Kōen (東山公園駅?, Higashiyama Kōen-eki) è una stazione della metropolitana di Nagoya situata nel quartiere di Chikusa-ku, nel centro di Nagoya ed è servita dalla linea Higashiyama.

## Linee
Metropolitana di Nagoya
 Linea Higashiyama

## Struttura
La stazione, sotterranea, possiede un marciapiede a isola con due binari passanti. La stazione si trova in curva, pertanto dalla parte più estrema delle banchine non è visibile l'altro lato e, per questo motivo, i treni in ingresso in stazione emettono un fischio per avvisare i passeggeri.
| 1 | Linea Higashiyama | per Fujigaoka                                        |
| 2 | Linea Higashiyama | per Chikusa, Sakae, Nagoya, Nakamura Kōen e Takabata |

## Stazioni adiacenti
| «                 | Servizio          | »                 |
| Linea Higashiyama | Linea Higashiyama | Linea Higashiyama |
| ----------------- | ----------------- | ----------------- |
| Motoyama          | -                 | Hoshigaoka        |